# فرط تعظم باطن العظم الجبهي
فرط تعظم باطن العظم الجبهي (باللاتينية: Hyperostosis frontalis interna) هو تسمك حميد شائع يحدث في الجزء الداخلي من العظم الجبهي من الجمجمة. يحدث غالبا في النساء في سن اليأس وغالبا من يكون بدون أعراض. غالبا ما يكتشف بشكل عرضي خلال الفحوص بالأشعة السينية والأشعة المقطعية للجمجمة.

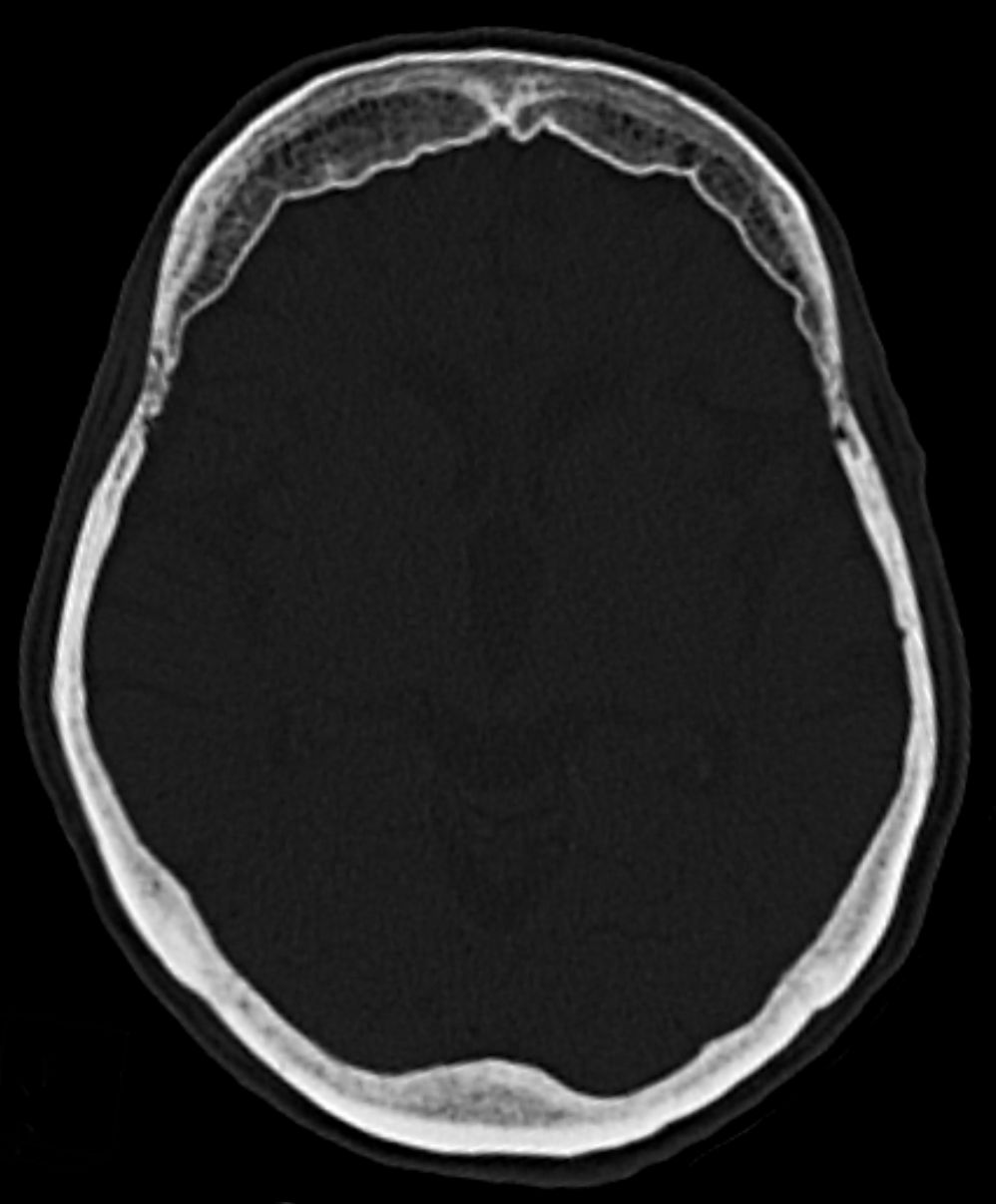
فرط تعظم باطن العظم الجبهي كما يظهر بواسطة الأشعة المقطعية.